# Кластер Спрингс (Вирџинија)
Кластер Спрингс (енгл. Cluster Springs) насељено је место без административног статуса у америчкој савезној држави Вирџинија.

## Демографија
По попису из 2010. године број становника је 811.
| Група             | 2000.    | 2010.       |
| Белци             | 0 (0,0%) | 637 (78,5%) |
| Афроамериканци    | 0 (0,0%) | 152 (18,7%) |
| Азијати           | 0 (0,0%) | 7 (0,9%)    |
| Хиспаноамериканци | 0 (0,0%) | 9 (1,1%)    |
| Укупно            | 0        | 811         |